# Yasuhiro Tominaga
Yasuhiro Tominaga (富永 康博 Tominaga Yasuhiro?, nacido el 22 de mayo de 1980 en Kitakyushu, Fukuoka) es un exfutbolista japonés. Jugaba de guardameta y su último club fue el Consadole Sapporo de Japón.

## Trayectoria

### Clubes
| Club                 | País  | Año         |
| -------------------- | ----- | ----------- |
| Nagoya Grampus Eight | Japón | 1999 - 2003 |
| Denso                | Japón | 2001        |
| Sagan Tosu           | Japón | 2004 - 2006 |
| Yokohama F. Marinos  | Japón | 2007        |
| Consadole Sapporo    | Japón | 2007 - 2008 |

## Palmarés

### Títulos nacionales
| Título             | Club                 | País  | Año  |
| ------------------ | -------------------- | ----- | ---- |
| Copa del Emperador | Nagoya Grampus Eight | Japón | 1999 |
| J2 League          | Consadole Sapporo    | Japón | 2007 |